# Д’Эрбиньи, Мишель
Мишель-Жозеф Бургиньон д’Эрбиньи (фр. Michel-Joseph Bourguignon d'Herbigny; 8 мая 1880, Лилль — 23 декабря 1957, Экс-ан-Прованс) — католический епископ, руководитель и участник Русского апостолата в Зарубежье, церковный дипломат, автор проектов папских энциклик, посвящённых положению религии в СССР.

## Биография и деятельность
Член ордена иезуитов, 27 августа 1910 года рукоположён в священники. Преподавал, написал книгу о русском философе Владимире Соловьёве.
С 1920 года в Риме; автор проектов папских энциклик, посвящённых положению в Советской России.
С 1922 года — ректор Восточного института, с 1923 года отвечает за пастырскую миссию среди русских эмигрантов.
Несколько раз посещал СССР, встречался с православными и обновленческими деятелями.
Одной из важных задач Церкви в то время было восстановление католической иерархии в СССР, практически уничтоженной в результате гражданской войны и большевистских репрессий. 11 февраля 1926 года по поручению Папы Пия XI архиепископ Эудженио Пачелли (будущий Папа Пий XII) тайно посвятил д’Эрбиньи в епископы с титулом «епископ Илийский»: «Ilium» — латинское название Трои, то есть миссию д’Эрбиньи в СССР сравнили с историей о Троянском коне. Д'Эрбиньи в 1926 году выступил с инициативой по проведению тайных административных реформ на территории бывшей Могилевской архиепархии.
Прибыв в СССР, тот, так же тайно, преподал епископское посвящение четверым священникам: Болеславу Слоскансу, Александру Фризону, Антонию Малецкому и Пию Эжену Невё. Они были назначены апостольскими администраторами регионов с центрами, соответственно, в Минске-Могилёве, Одессе, Ленинграде и Москве. Вскоре после этого фактически выслан из СССР.
В течение немногим более десяти лет все те, кто был тайно назначен епископом д’Эрбиньи, были заключены в тюрьму, сосланы или казнены, и политика Ватикана по организации церкви в России с помощью тайных назначений была прекращена. Д’Эрбиньи был лишён своих полномочий и принуждён замолчать при обстоятельствах, которые историки не смогли прояснить. Французский папский историк Ив Широн называет ряд возможных причин: внутреннее урегулирование дел внутри ордена иезуитов; ревность к его привилегированным отношениям с Папой Пием XI со стороны его начальника — поляка генерала ордена иезуитов Владимира Ледуховского; роман с женщиной; советская провокация в отместку за его деятельность; общий провал его политики и тактики.
В 1937 году д’Эрбиньи был вынужден отречься от своего епископского сана и ему было запрещено заниматься какой бы то ни было общественной деятельностью.
Является автором ряда публикаций: «Un Newman russe: Vladimir Soloviev», Paris, 1911, «Prudens sexdecim linguarum confessarius», 1914 и др.
Умер 24 декабря 1957 года.

## Публикации
- Un Newman russe: Vladimir Soloviev, Paris, 1911.
- Prudens sexdecim linguarum confessarius, 1914.
- La théologie du Révélé, 1921.
- L’Anglicanisme et l’orthodoxie gréco-slave, Paris, 1922.
- La Tyrannie soviétique et le malheur russe, Paris, 1923.
- Pâques 1926 en Russie, Paris, 1926.
  - Церковная жизнь в Москве. Париж, 1926. 115 с.